# فابریتسیو کوستا
فابریتسیو کوستا (ایتالیایی: Fabrizio Costa؛ زادهٔ ۳۱ مهٔ ۱۹۵۴) کارگردان فیلم و کارگردان تلویزیونی اهل ایتالیا است. وی کارش را با دستیاری پاسکواله فستا کامپانیله آغاز کرد.
از فیلم‌ها یا مجموعه‌های تلویزیونی که وی در آن‌ها نقش داشته است، می‌توان به پدر ماتئو و دیو و دلبر اشاره نمود.